# Chiesa di San Giovanni Battista (Maliseti)
La chiesa di San Giovanni Battista si trova a Maliseti nel comune di Prato.

## Storia e descrizione
Realizzata nel 1969-1970 su progetto di Silvestro Bardazzi e Francesco Gurrieri, ha pianta quadrangolare, paramenti in cemento e mattone, e copertura piana. All'interno sono conservate opere di Alfio Rapisardi (una Crocifissione), Mihu Vulcanescu (Via Crucis), statue lignee del XIX secolo-XX secolo.
Il campanile è stato costruito nel 1996. Ci sono 5 campane in Fa3 fuse dalla Fonderia Roberto Mazzola, il campanone dedicato a S. Giovanni Battista (patrono), la mezzana dedicata alla madonna della provvidenza, la mezzanella dedicata al defunto Ciabatti Menici e la Quinta dedicata a S. Giovanni Paolo secondo

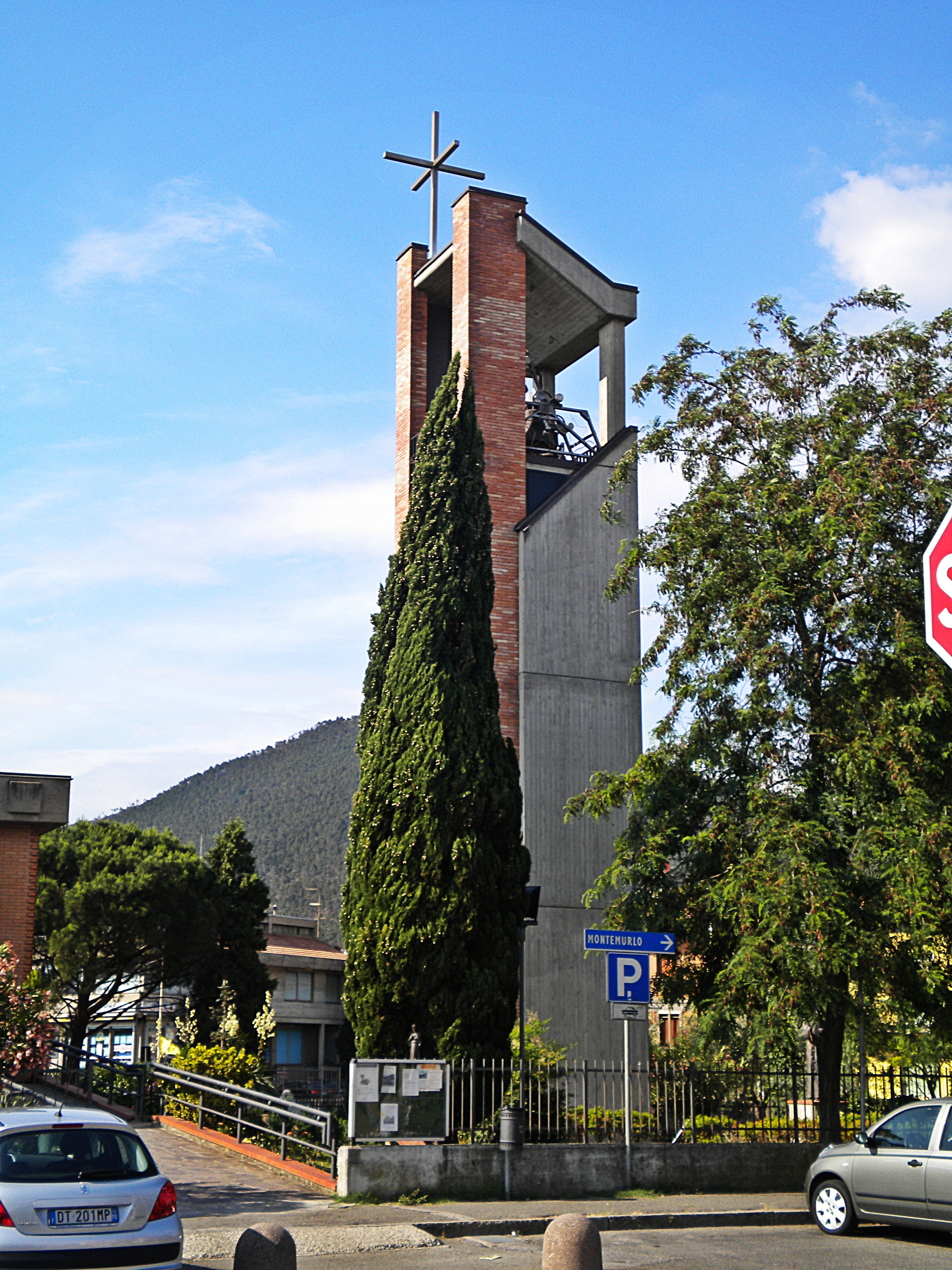
Campanile
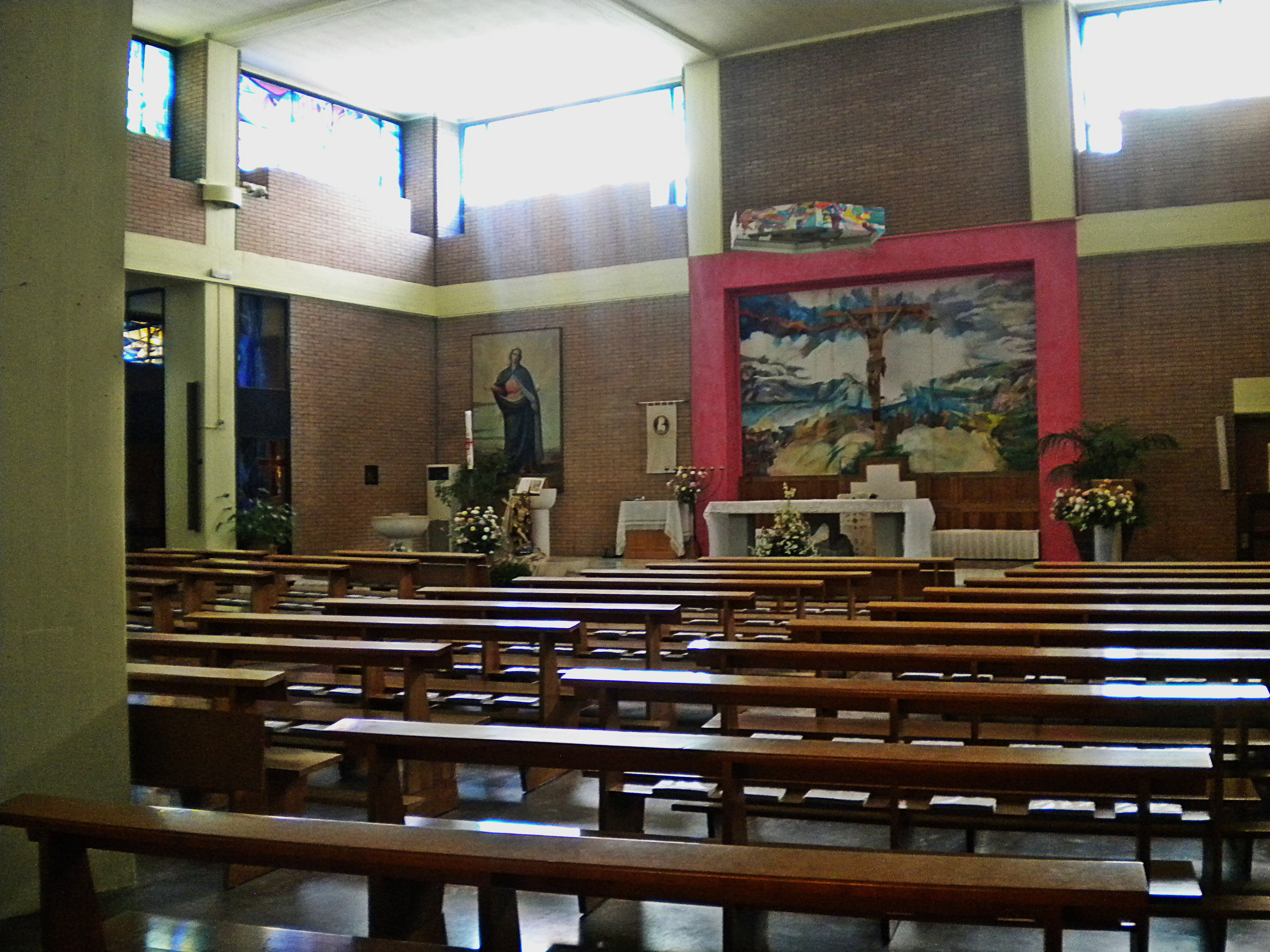
Interno
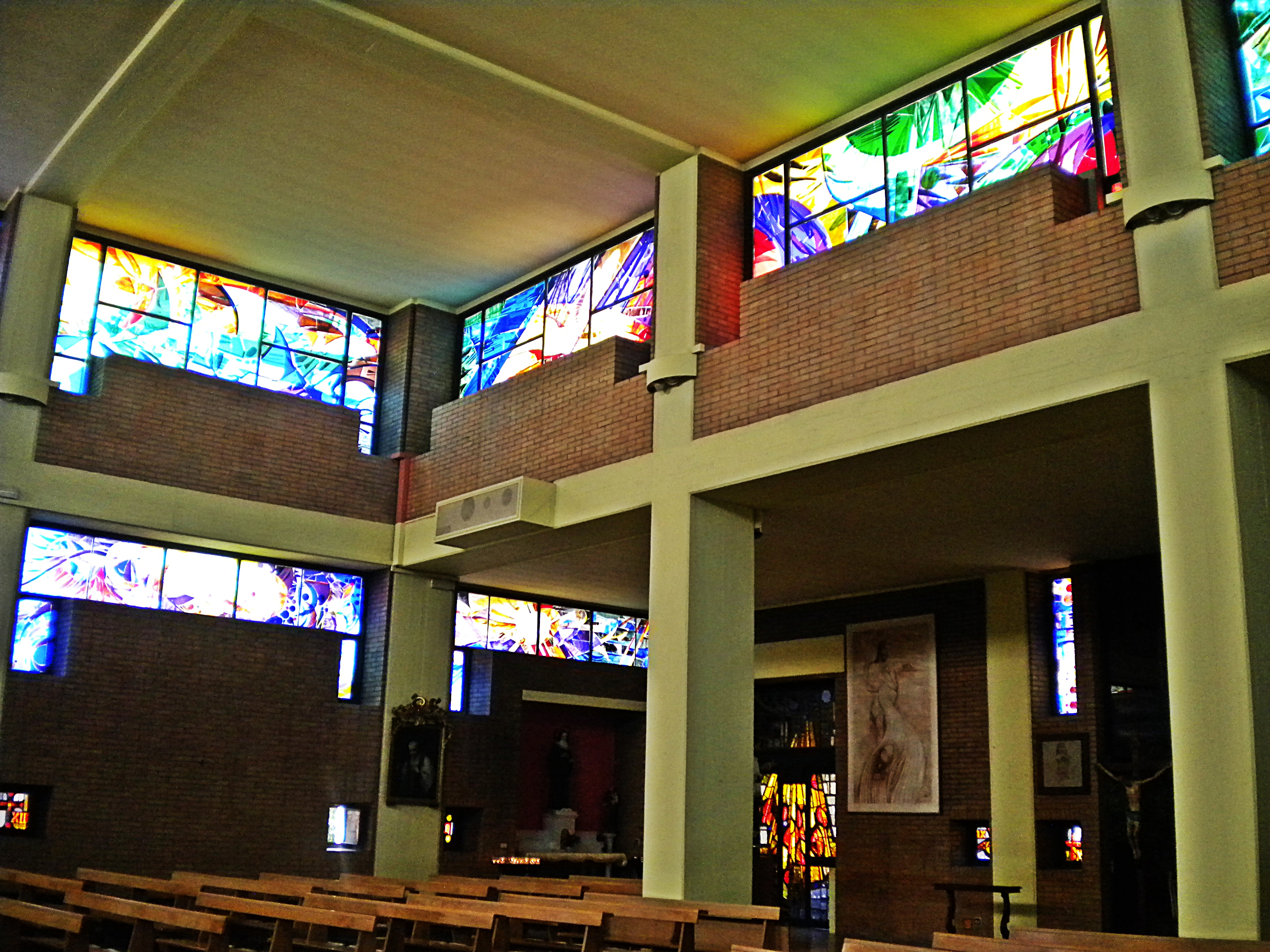
Interno